# إيرني هيلز
إيرني هيلز (بالإنجليزية: Ernie Hills)‏ هو لاعب اتحاد الرغبي أسترالي، ولد في 3 مارس 1930 في أوكلاند في نيوزيلندا.